# Чеслав Мюллер

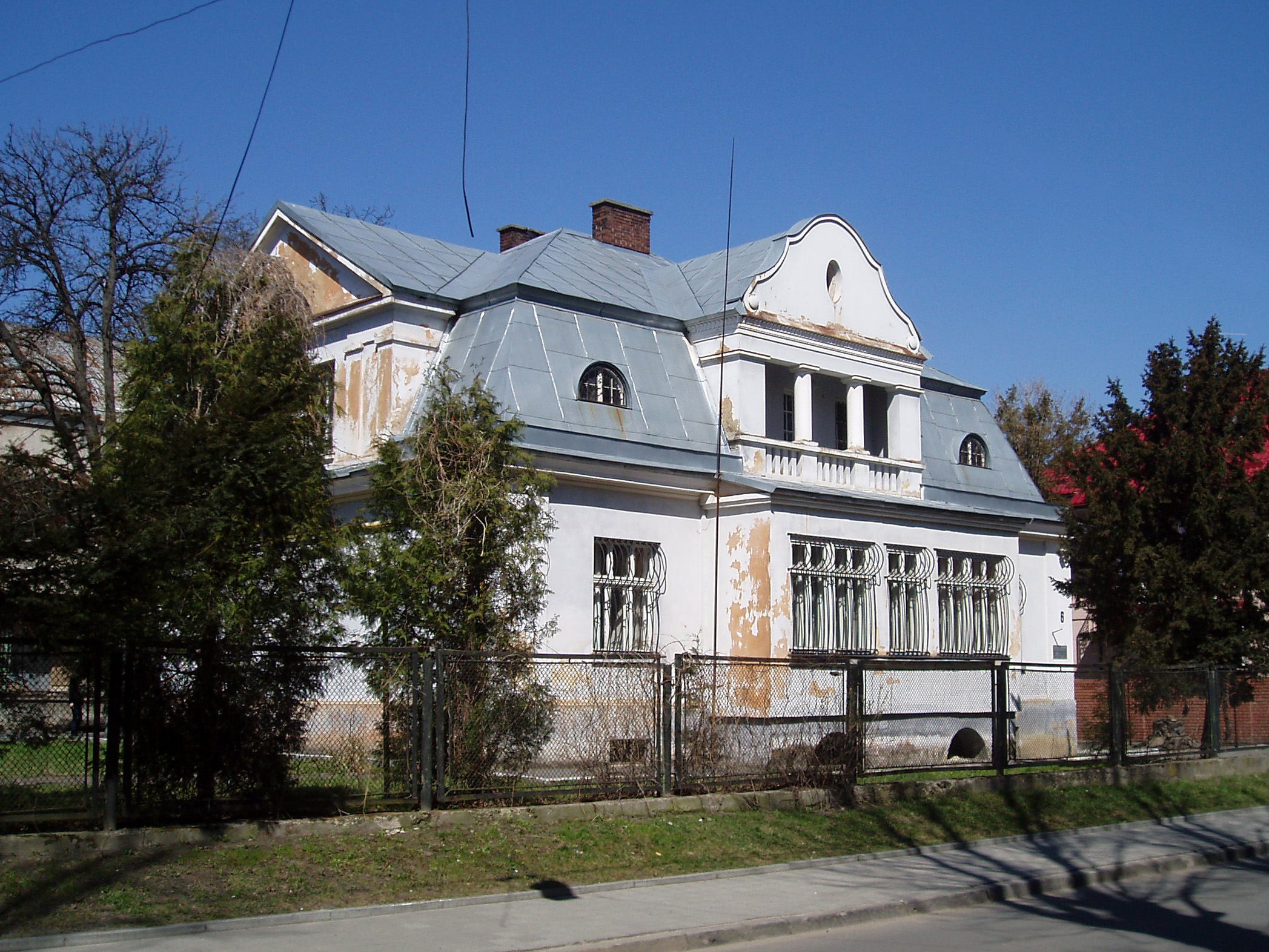
Власна вілла архітектора на вулиці Квітневій, 6 у Львові, 1925

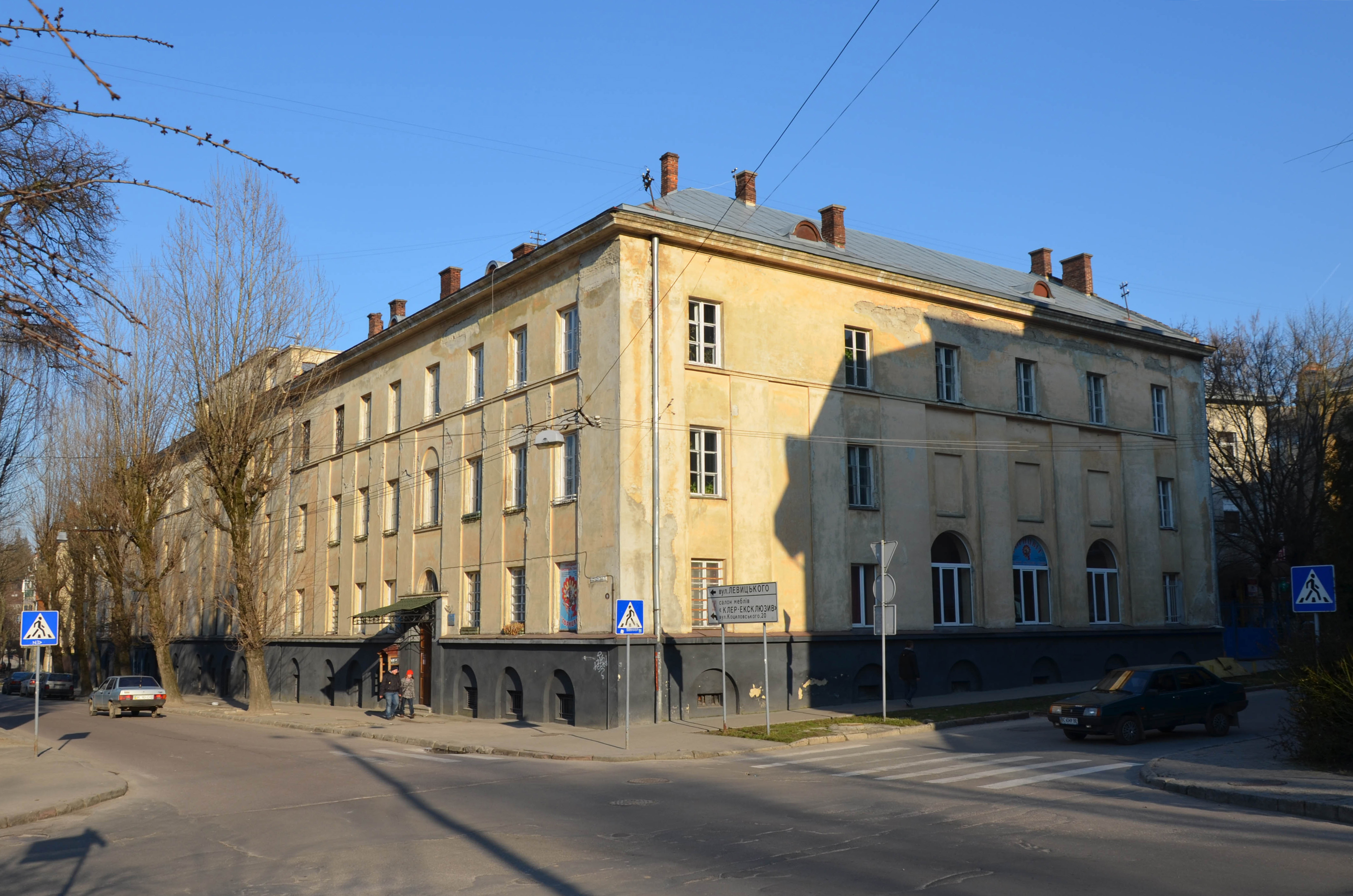
Гуртожиток на вулиці Студентській, 2 у Львові, 1930

Чеслав Мюллер (Czesław Müller; Львів, 1885 — ?) — архітектор. Працював у Львові у міжвоєнний період. 
Народився 1885 року у Львові. 1911 року здав екзамен у Намісництві на право ведення будівельних робіт. Ад'юнкт будівництва львівської Дирекції публічних робіт. Уповноважений будівничий. 1938 року відзначений Срібним Хрестом Заслуги. Мешкав у Львові у власній віллі на вулиці Чвартаків, 6 (тепер вулиця Квітнева).
Роботи
- Перебудова казарм на вулиці Юрія Руфа, 33, 35 у Львові для потреб Львівського університету (1922—1923).[3]
- Добудова споруди актового залу для монастирського комплексу Святого Серця у Львові (1925).[7]
- Власна вілла на вулиці Квітневій, 6 у Львові (1925).[6]
- Гуртожиток студентів Львівського університету на вулиці Солодовій у дворі будинку № 10 (1925-1927, співавтор Олександр Каплонський).[8]
- Жіночий гуртожиток Львівського університету на вулиці Студентській, 2. Первинний проект Рудольфа Індруха і Олександра Каплонського від 1925 року.[9] Мюллер продовжив будівництво спільно з Каплонським після смерті Індруха. Перше крило завершено 1927 року, друге — протягом 1929—1930.[10]
- Дерев'яний санаторій на 24 місця в Микуличині (1926—1929, співавтор Олександр Каплонський).[11]
- Мюллерові міг належати один з нереалізованих проектів розбудови монастиря змартвихвстанців на вулиці Пекарській у Львові, надісланих на конкурс 1931 року.[12]
- Нова каплиця при монастирі святого Йосипа на вулиці Лисенка, 47—49 у Львові. Проект 1931 року обраний серед кількох альтернативних (інших авторів). Реалізований у дещо зміненому вигляді до 1933 року. Співавтор Калікст Кшижановський.[13]
- Перебудова гуртожитку Львівського університету на вулиці Юрія Руфа у Львові (співавтор Олександр Каплонський).[14]